# Strong Reaction
Strong Reaction is het debuutalbum van de Amerikaanse punkband Pegboy. Het album werd uitgegeven als lp, cd en muziekcassette op 15 september 1991 via het platenlabel Quarterstick Records, een sublabel van het grotere Touch and Go Records. De cd-versie bevat vier bonustracks die waren verschenen op de voorgaande ep Three-Chord Monte (1990). Het album werd in 2008 door hetzelfde label op lp opnieuw uitgegeven.
Het nummer "Field of Darkness" is ook te horen op de single "Field of Darkness/Walk On By" die datzelfde jaar werd uitgegeven.

## Nummers
1. "Strong Reaction" - 3:57
2. "Still Uneasy" - 2:41
3. "Not What I Want" - 2:31
4. "What to Do" - 2:50
5. "Locomotivelung" - 2:41
6. "Superstar" - 2:24
7. "Field of Darkness" - 2:58
8. "Time Again" - 3:01
9. "Believe" - 2:45
10. "Hardlight" - 1:25
11. (geen titel) - 0:34

Bonustracks
1. "Through My Fingers" - 4:03
2. "My Youth" - 2:43
3. "Fade Away" - 3:34
4. "Method" - 3:45

## Band
- Larry Damore - zang, gitaar
- Joe Haggerty - drums
- John Haggerty - gitaar
- Steve Saylors - basgitaar, achtergrondzang